# Фаддей (Иорамашвили)
Митрополи́т Фадде́й (груз. მიტროპოლიტი თადეოზი, в миру Мириа́н Гайозович Иорамашвили, груз. მირიან გაიოზის ძე იორამაშვილი; 12 октября 1946, село Плави, Горийский район, Грузинская ССР — 19 января 2015, Грузия) — епископ Грузинской Православной Церкви, титулярный митрополит Марабдинский.

## Биография
В 1966 году окончил школу. В 1968—1973 годы обучался в Государственном Педагогическом Институте имени Николая Бараташвили на историки-филологическом факультете, который окончил с отличием. В 1973-1974 годах работал учителем грузинского языка и литературы в средней школе в селе Квеши Горийского района 
В 1974 году поступил в Мцхетскую духовную семинарию, которую окончил в 1977 году.
2 апреля 1977 года епископом Алавердским Григорием (Церцвадзе) пострижен в монашество с именем Фаддей. 7 апреля 1977 года рукоположён в сан диакона. 1 мая 1977 года рукоположён в сан священника. 1 июня того же года назначен клириком Алаведрского кафедрального собора.
2 августа 1978 года рукоположён во епископа Бодбийского.
24 декабря 1978 года назначен епископом Цилканским.
С 20 сентября 1979 по 1 октября 1980 года являлся ректором Мцхетской духовной семинарии.
1 октября 1980 года был назначен архиепископом Манглисским.
25 августа 1986 года назначен архиепископом Агарак-Цалским.
С 25 декабря 1992 года — архиепископ Цагерский и Лечхум-Сванетский.
С 4 апреля 1995 года — архиепископ Болнисский и Дманисский.
18 августа 2003 году в связи созданием самостоятельной Дманисской епархии титул изменён на Болнисский.
27 июня 2005 года последовало его перемещение на Пшав-Хевсуретскую епархию, которая затем была преобразована в Тианетскую и Пшав-Хевсуретскую.
2 августа 2010 года возведён в сан митрополита.
11 октября 2013 года, согласно своему прошению, был освобожден от управления епархией и назначен членом литургической комиссии Грузинской Патриархии как титулярный митрополит Марабдинский.
Скончался 19 января 2015 года после долгой болезни. Тело почившего иерарха было помещено для отпевания в Сиони.